# Letra zyu
La letra zyu (del ruso: Буква зю) es una frasema rusa, su significado es la contorsión del cuerpo humano en una forma extraña, improbable, y contorsionada. Esta es una expresión idiomática relativamente nueva, que ha tomado otros diversos significados en el proceso de ganar difusión.

## Historia

### Origen

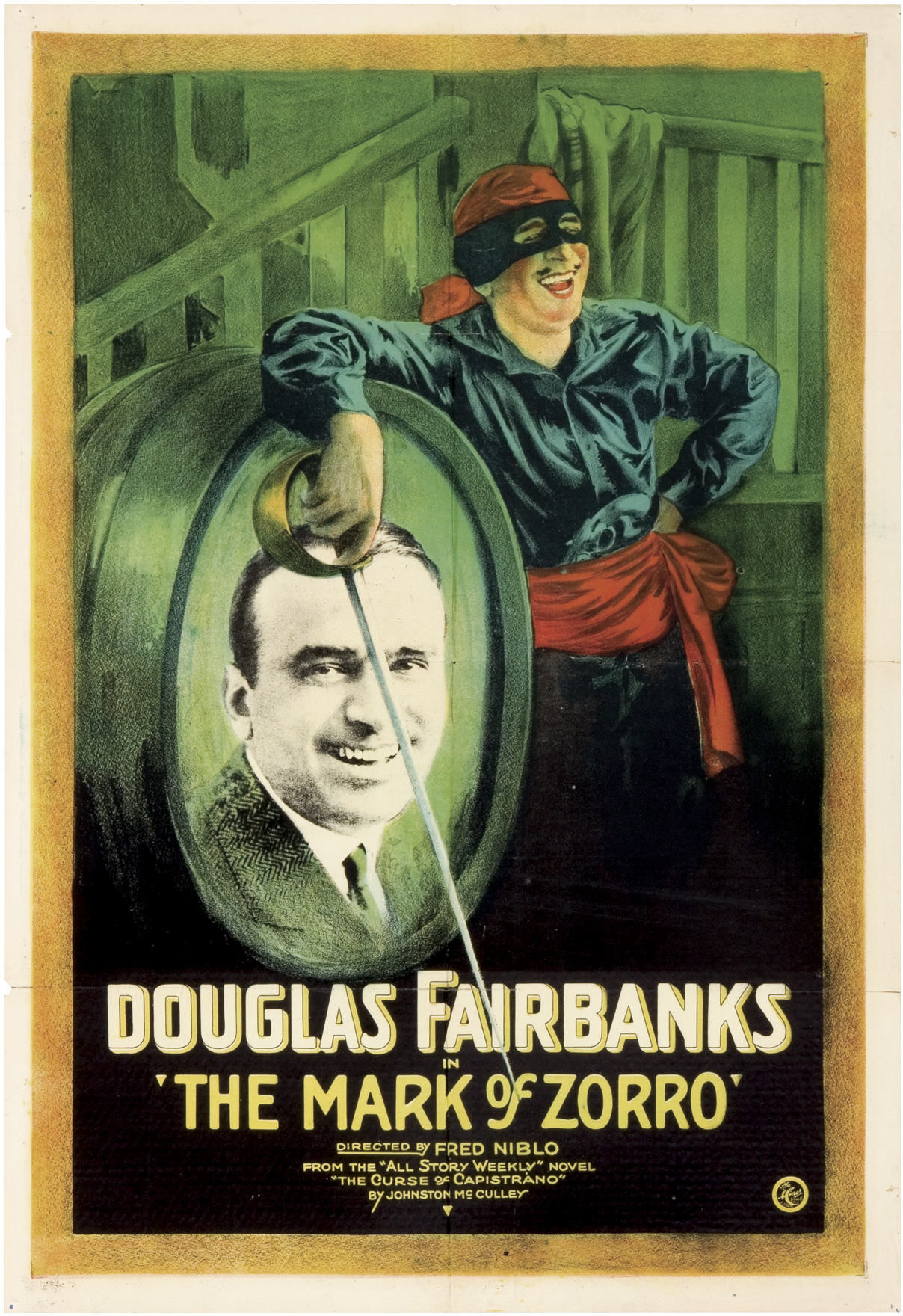
El Zorro, que realizaba su letra característica con su látigo.

Una hipótesis sobre el origen de la frase fue presentada en la revista "Russian speech" por A. V. Zelenin, que sostenía que la misma se originó en películas sobre Zorro, cuya marca distintiva era la letra Z, y que se difundió en las décadas de 1970 y 1980 entre los estudiantes de colegios. Según Zelenin, la letra zyu fue creada reemplazando las dos últimas letras del nombre en inglés británico de la letra latina Z por la letra "Yu (Cirílico)". Zelenin sostenía que este cambio se realizó influenciado por las letras griegas Mu y Nu, cuyas formas fonéticas, según su opinión, atraían a los estudiantes.
La combinación fonética "zyu" es relativamente poco frecuente en el idioma ruso. L. V. Uspensky en su libro "Bajo la ley de la letra" (1973) cita las palabras zyuzya y nazyuzitsya como ejemplos de la sílaba "zyu."

### Uso ulterior
Zelenin escribió que, en la década de 1980, la frase "la letra zyu" indicaba la posición doblada extraña del cuerpo humano que era común entre los propietarios de vehículos en la Unión Soviética quienes pasaban largos períodos de tiempo reparando sus vehículos. Posteriormente, hacia finales de la década de 1980, el frasema se incorpora al léxico de los propietarios de dachas con el significado de un trabajo manual prolongado en una posición arrodillado en el suelo. Este uso, sin referencia a la dacha o automóvil, se difundió en gran medida no solo en el lenguaje hablado, sino que también en la prensa y en el lenguaje literario.
En el proceso de evolucionar para convertirse en una expresión idiomática, la frase se alejó de su significado original, "que se asemeja a la letra Z," y paso a referirse a todo tipo de curvatura. La expresión se utiliza a comienzos del siglo XXI para hacer referencia a cualquier objeto que se encuentra doblado, en un estado extraño.
A mediados de la década de 1990, la expresión ingresó en el periodismo, sufriendo algunas transformaciones semánticas bizarras. Según Zelenin, "la letra zyu" tenía un potencial importante y en el futuro cercano se difundiría en los libros de fraseología y diccionarios.
Sin embargo, la expresión "la letra zyu" solo se la encuentra en el léxico de personas que viven en grandes zonas metropolitanas en Rusia y, en menor medida, en algunos países de la ex Unión Soviética. Por lo tanto la frase (zignuty) yak letra zyu atrajo la atención del filólogo de Járkov, N. F. Umantseva. En comunidades que hablan ruso de los países fuera de la ex Unión Soviética, la expresión no se encuentra difundida. Según A. V. Zelenin, ello se debe a que los rusos rodeados por el alfabeto latino se encuentran menos predispuestos a descubrir la posibilidad de un sentido irónico diferente que puede tomar la letra Z.